# Zespół fabryki Peterseima w Krakowie
Zespół fabryki Peterseima – zabytkowy kompleks fabryczny z przełomu XIX i XX wieku w Krakowie, w dzielnicy II Grzegórzki pomiędzy aleją Powstania Warszawskiego a ulicą Żółkiewskiego, na Grzegórzkach.

## Historia
Budynki fabryczne powstały w 1899 roku na potrzeby działającej w Krakowie od 1860 roku Cesarsko-Królewskiej Uprzywilejowanej Fabryki Maszyn i Odlewarni Marcina Peterseima, produkującej maszyny rolnicze. W tym okresie Grzegórzki (w 1910 roku włączone do Krakowa) stanowiły jeden z ważniejszych obszarów przemysłowych miasta (działały tu m.in. zakłady budowy maszyn Zieleniewskiego, zakłady gumowe Semperit, fabryka czekolady Suchard). Przed I wojną światową zakłady Peterseima zatrudniały 200 robotników i należały do znaczniejszych fabryk w mieście.
W 1918 roku zakłady zostały przejęte przez Fabrykę Maszyn Rolniczych "Odlew", w której udziały miał także syn Marcina Peterseima, Rudolf. Z powodu problemów finansowych nie działała w 1924 roku, pracę wznowiła w 1925, ale w 1928 roku znalazła się pod zarządem przymusowym z powodu zadłużenia wobec banku.  Budynki wynajęto i w 1928 roku w budynkach fabrycznych rozpoczęła produkcję fabryka pasty do obuwia Erdal. Jako Spółdzielnia Pracy Erdal działała do 2006 roku, kiedy to przeniosła się do Niepołomic, a kompleks zabudowań fabrycznych sprzedała irlandzkiemu inwestorowi, który planował ich przebudowę na lofty. Nie udało się wówczas zrealizować pomysłu zlokalizowania w nich muzeum sztuki współczesnej, które ostatecznie jako MOCAK powstało na terenie dawnej fabryki Schindlera na Zabłociu. Inwestycja mieszkaniowa również nie doszła do skutku, a budynki od tego momentu podnajmowane są różnym podmiotom gospodarczym. W 2015 roku nowy właściciel terenu poinformował o planach adaptacji budynków pofabrycznych na hotel, luksusowe sklepy lub salon samochodowy. Ostatecznie na miejscu po gruntownej renowacji w 2019 roku został otworzony kompleks biurowy Loft Park.
Zespół budynków fabrycznych od 1993 roku wpisany jest do rejestru zabytków (z błędnym zapisem jako "zespół fabryki Petersena"). Wpisem objęte są: dwie hale fabryczne, kompleks hal z kotłownią i kominem, budynek administracyjny oraz ogrodzenie. We wpisie czas powstania obiektów został określony na lata 1889-1905.
17 listopada 1993 kompleks został wpisany do rejestru zabytków. Znajduje się także w gminnej ewidencji zabytków.

## Galeria zdjęć

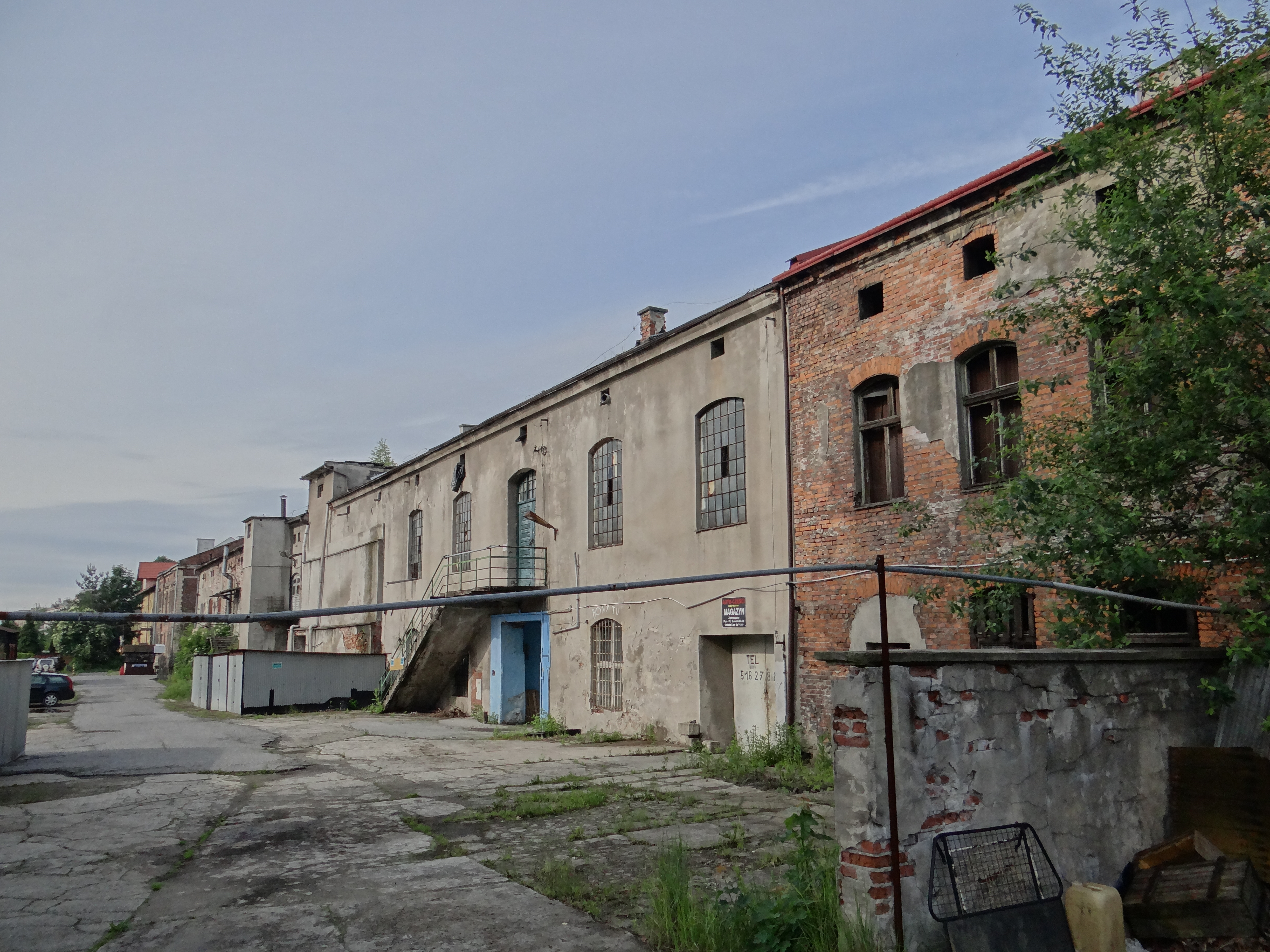
Hala fabryczna I
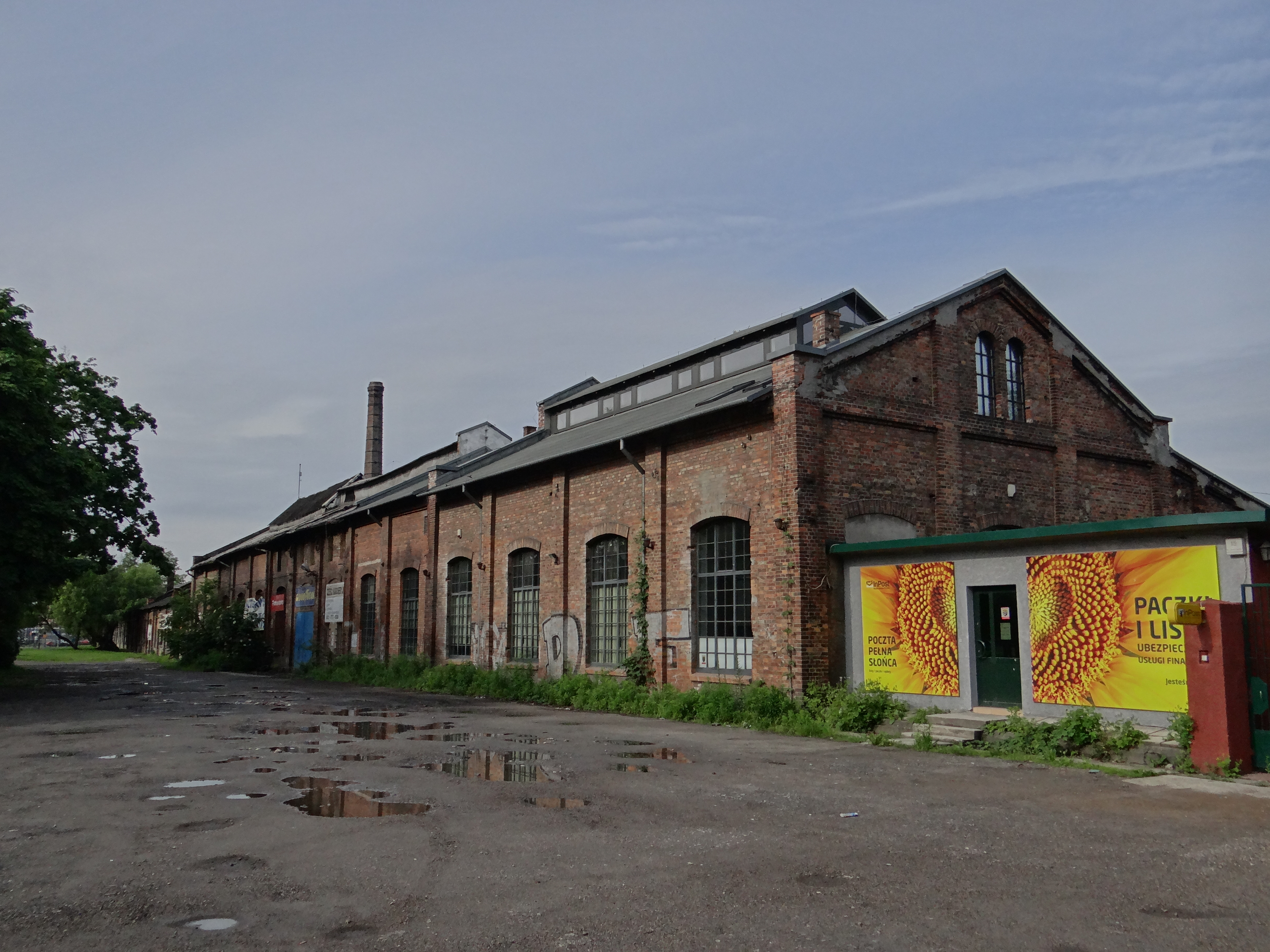
Hala fabryczna II
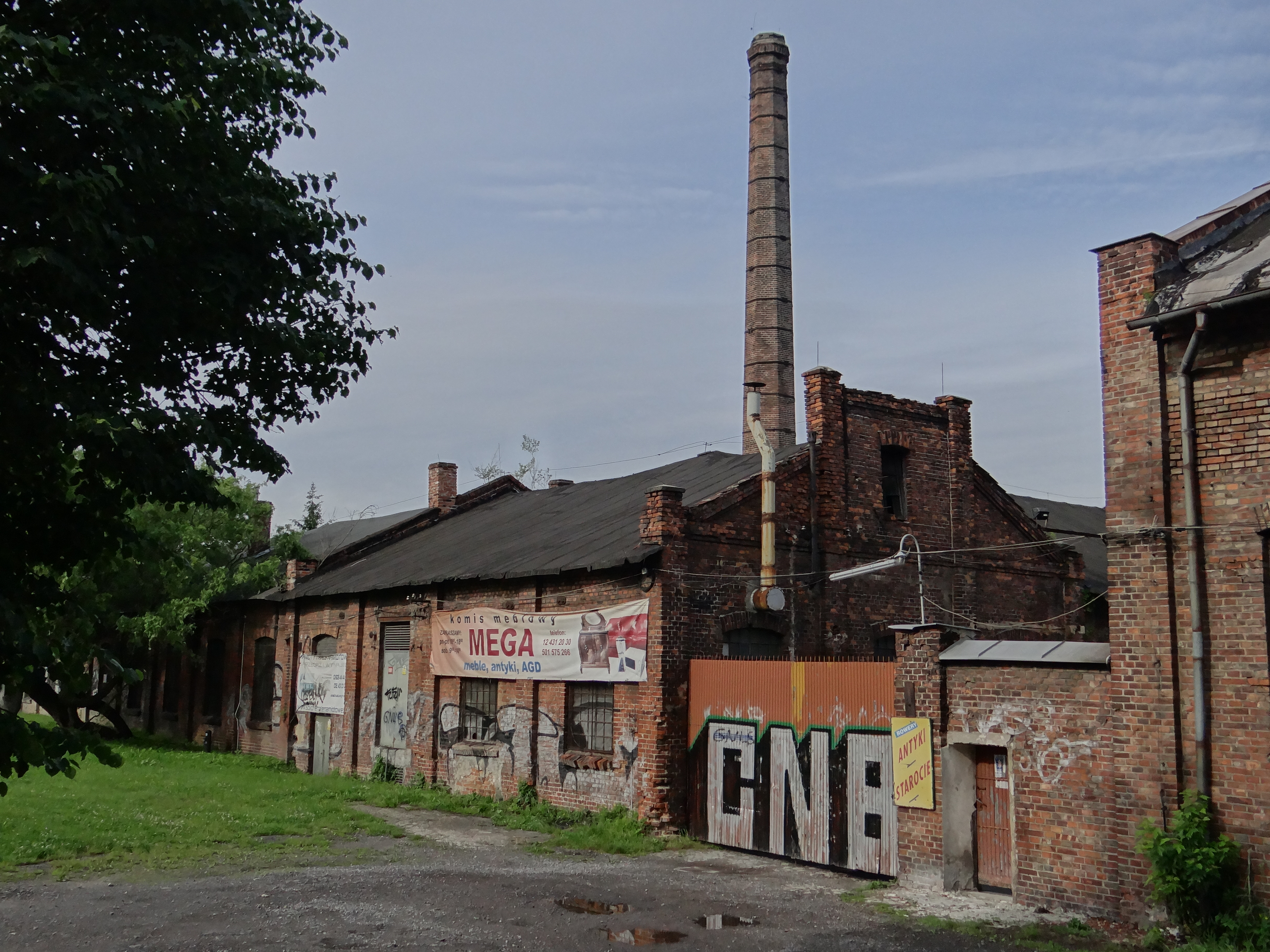
Hala z kotłownią i kominem
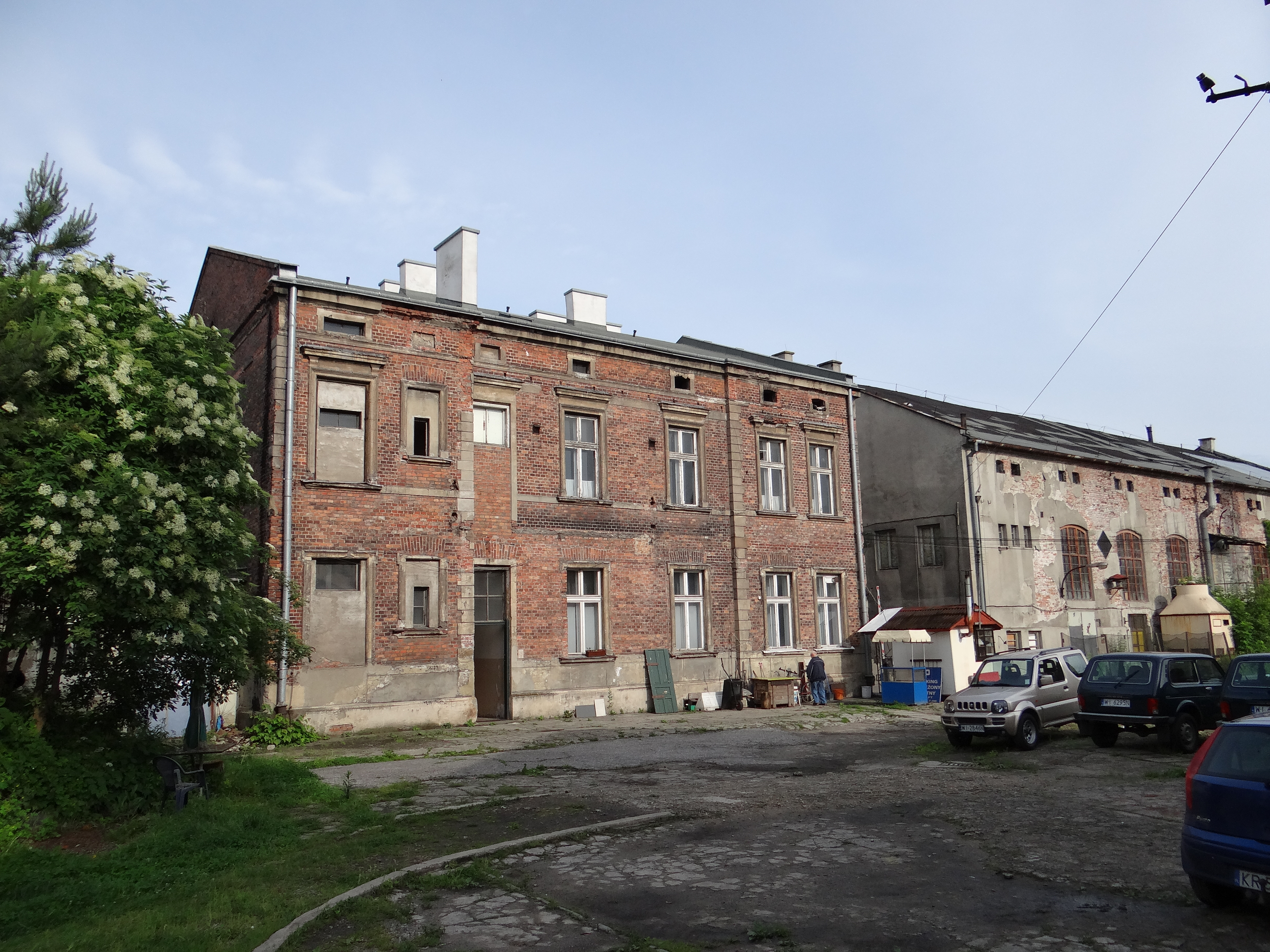
Budynek administracyjny
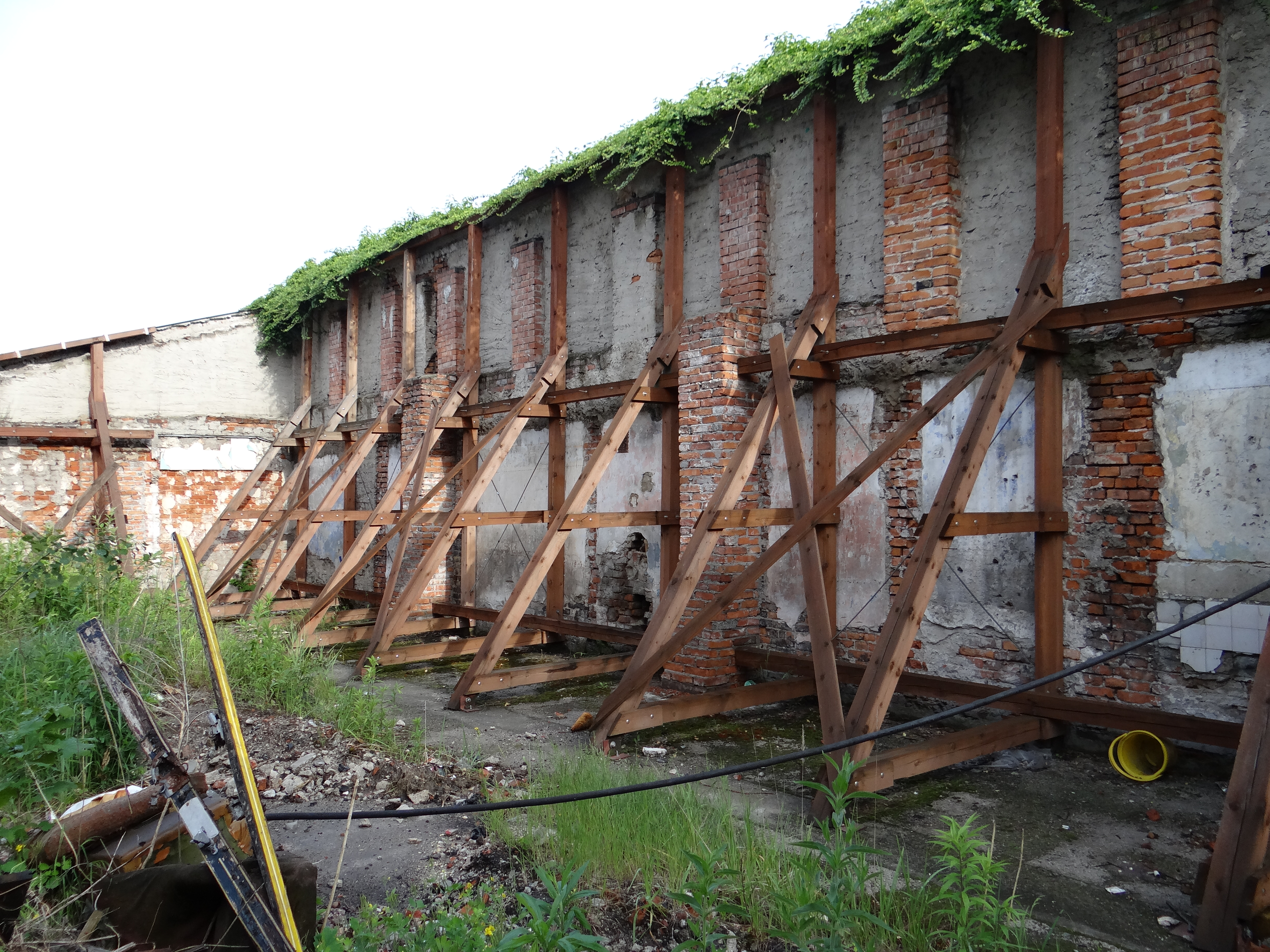
Ogrodzenie
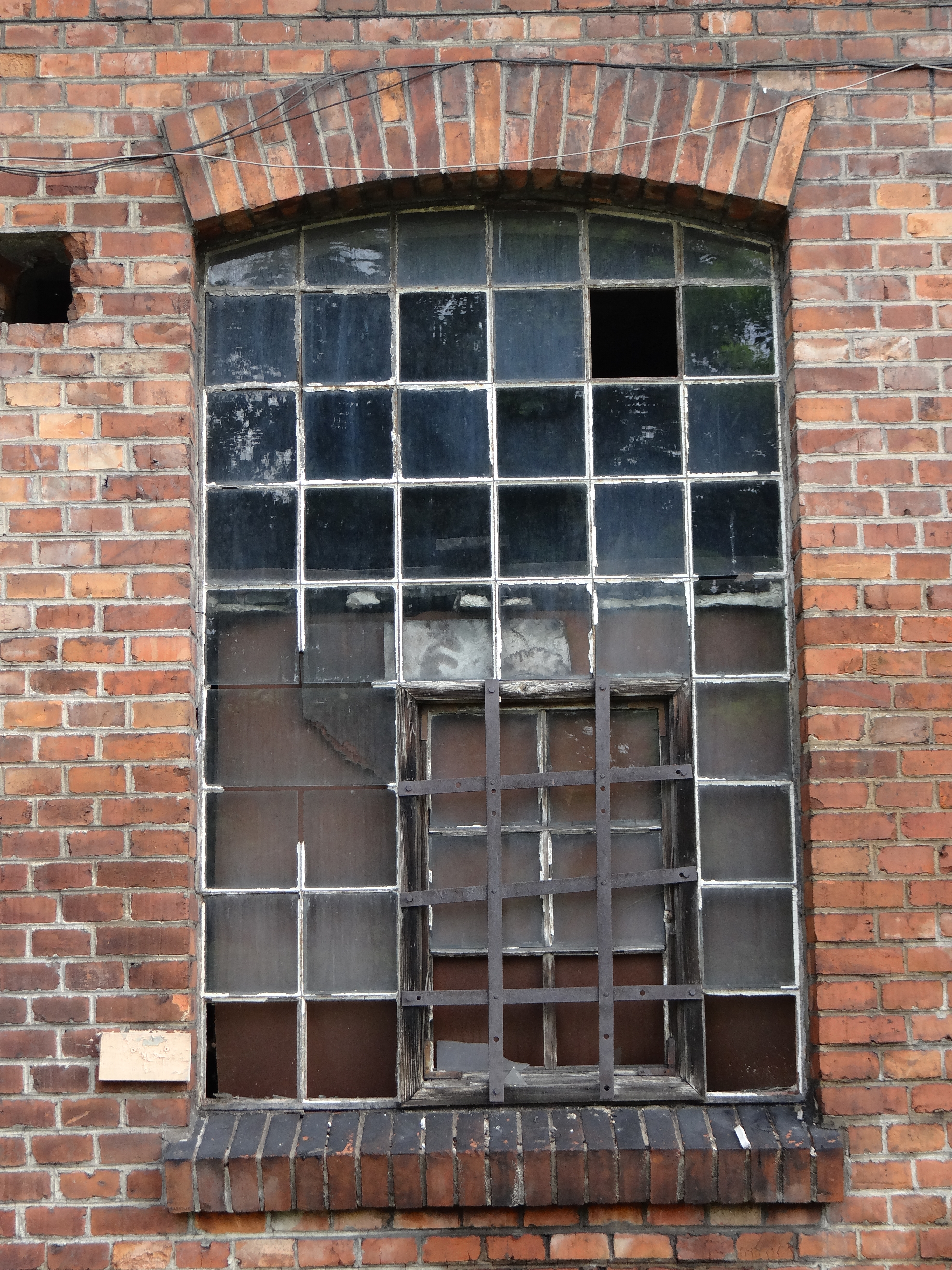
Okno w hali fabrycznej I
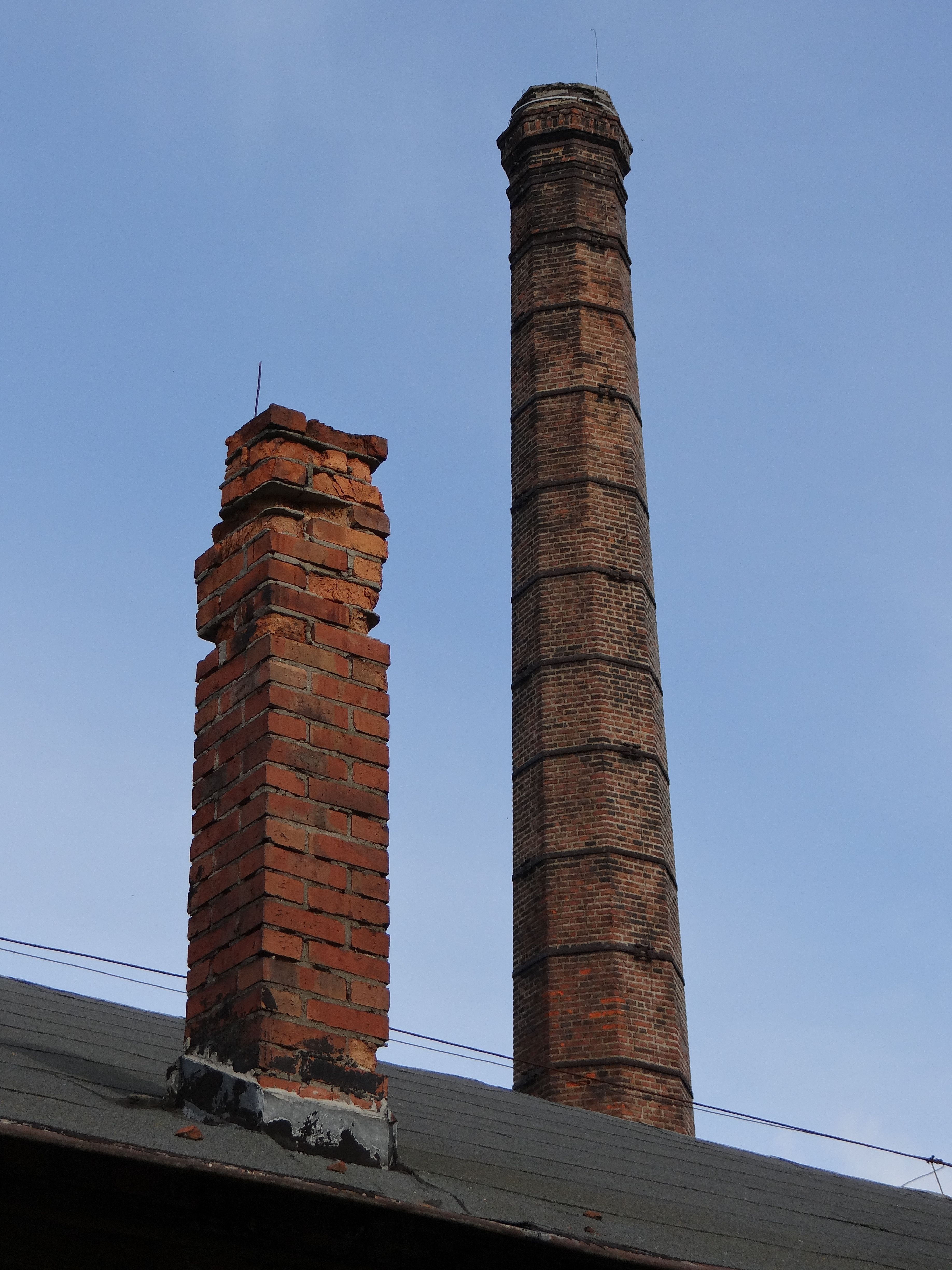
Komin